# Charlotte Gaudet
Charlotte Gaudet, née Louise Callet le 2 octobre 1869 à Saint-Ouen et morte le 5 août 1934 dans le 10e arrondissement de Paris, est une chanteuse de café-concert française.

## Biographie

### Jeunesse et famille
Fille de Joseph Marcellin Callet, propriétaire, et de Célestine Léger, son épouse, Louise Callet naît en 1869 à Saint-Ouen. En 1890, elle épouse Lucien Serwier, employé. Leur fils Louis, né en octobre à Paris, meurt quelques jours plus tard,. Le couple divorce en 1907.
Elle devient la compagne du chanteur à voix Adolphe Bérard[Quand ?] et le reste jusqu'à sa mort,.

### Carrière
Spécialisée dans le répertoire grivois, Louise Callet débute en 1888 sous le nom de Charlotte Gaudet dans les concerts parisiens, avec des chansons très osées pour l'époque, comme La Femme cocher, Satyre et Concierge, et des chansons interlopes comme Le P'tit Jeune homme enregistrée chez Pathé en 1912 ou Ceux qu'on dit femmes, calembour de Ceux qu'on diffame !, qui évoquent le mouvement gay, déjà vers 1900.
Selon Paulus, Charlotte Gaudet est « la seule, après Demay, qui ait su dire des énormités sans choquer. Les gauloiseries, dans sa bouche, perdent leur gravelure. Le geste est sobre, presque nul ; l'œil malicieux souligne, mais discrètement. Elle a, comme sa devancière, la voix prenante et nette qui fait les parfaites diseuses. »
Considérée comme une des plus belles femmes de Paris[réf. nécessaire], elle connaît un succès notable jusqu'au milieu des années 1920, avant de se retirer de la scène définitivement.
Elle meurt en 1934 en son domicile parisien du 83, rue du Faubourg-Saint-Martin, « après une longue maladie »,. Très affecté par sa mort, Adolphe Bérard met un terme à sa carrière peu après. Il meurt en 1946, à la même adresse.